# سفارة فيتنام لدى السعودية
سفارة فيتنام لدى السعودية هي الممثلية الدبلوماسية العليا لدولة فيتنام لدى المملكة العربية السعودية. تقع السفارة في حي الريان في الرياض.